# Руски шпанијел
Руски шпанијел је тип шпанијела који је први пут стандардизован 1951. године у Совјетском Савезу након Другог светског рата, укрштањем енглеских кокер шпанијела, енглеских шпрингер шпанијела и других раса шпанијела. Године 1951. усвојен је стандард за руског шпанијела, селекција паса за узгој почела је да се спроводи у складу са захтевима. Физички је сличан кокер шпанијелу, али има краћу, чвршћу длаку и дуже тело. Раса је развијена и користе се као ловачки пси, ова раса не пати од већих здравствених тегоба осим оних које се обично везују за шпанијеле. То је једина пасмина паса која је настала у Русији. Користи се за лов на дивљач (мочварске, пољске, планинске и водене птице) и зечеве. Раса је популарна у  Русији а уведена је у иностранство тек 1990-их и још увек није призната од стране ниједног већег кинолошког клуба, али је призната од стране Руске кинолошке федерације.

## Опис
Руски шпанијел је мали, чврст пас са кратком, чврстом, свиленкастом длаком са перјем на ушима и ногама. Боје могу значајно да варирају и могу укључивати чврсте боје без белих ознака, пегасте, пегаве, црно-смеђе и комбинације. Глава и уши су такође обично тамне боје.
Руски шпанијел подсећа на енглеског кокер шпанијела. Међутим, тело руског шпанијела има тенденцију да буде дуже од енглеског кокера.
И мужјаци и женке ове расе имају просечну тежину од 13 до 18 килограма и висине су од 38 до 43 cm. То их чини сличним по величини или мало већим од енглеског кокер шпанијела.
Узгајани су првенствено као ловачки пси, њихов циљ је да пронађу птицу и да је донесу након одстрела. Руски шпанијел је погодан за лов у мочварама, пољима, шумама, за птице, као и за зечеве и другу ситну дивљач. Раса је такође популарна у Русији јер мала величина чини погодним за држање у прометним градовима и лако транспортовање до ловишта.

## Здравље
Као и код свих дугоухих шпанијела, руски шпанијели захтевају провере како би спречили инфекције уха. Раса има склоност да лако добије на тежини, што се може спречити контролом уноса хране. Руски шпанијел може бити склон алергијама на храну, које се обичн изразе у у доби између једног и пет месеци, а најчешћи алергени су пилетина и шаргарепа. Тренутно нису познати други здравствени проблеми специфични за расу.

## Темперамент
Ово је енергична, слободоумна раса. Иако је примарно пас за лов на птице, такође је популаран и као пас за пратњу због своје природе и оданости. То је весео, активан пас и увек је спреман за игру, реагујући на сваки облик пажње радосно машући репом. Руски шпанијели су подложни дресури, могу бити добар пас чувар и добри су опхођењу са децом.
Руски шпанијел плива и рони да би извукао рањене птице. Користи се за лов на мочварну, полску и планинску дивљач. Руски шпанијели поседују добар инстинкт, издржљивост. Могу се користити као пас чувар.

## Историја
Руски шпанијел је најмлађи од руских птица за лов на птицу. Настао је углавном од енглеских кокер шпанијела и енглеских шпрингер шпанијела. Расе познате као руски шпанијели помињу се још 1891. године на Новом Зеланду.
Први забележени шпанијел у Русији био је црни кокер шпанијел у власништву великог кнеза Николаја Николајевича, љубитеља лова, крајем 19. века. Шпанијели разних раса су увезени у Санкт Петербург и Москву. Неки су коришћени за лов, али мањи шпанијели нису били од велике користи у традиционалном руском лову на птице због временских и теренских услова. Почетком 20. века почео је селективни узгој дугоногих шпанијела; посебно увозећи Спрингер шпанијеле како би створили прилично мешовите руске шпанијеле.
До касних 1930-их постојао је велики број шпанијела у Москви, Лењинграду и Јекатеринбургу који нису одговарали ниједном специфичном стандарду расе, али још нису били стандардизовани у модерног руског шпанијела. Наменски узгој после Другог светског рата довео је до успостављања оригиналног стандарда руског шпанијела 1951. Додатни ревидирани стандарди за ову расу усвојени су 1966. и 2000.
Популарност расе у Русији је порасла након раних 1990-их. Томе су допринеле московске изложбе паса. Раса се квалификује као једну од најпопуларнијих, заједно са ирским сетером. 2002. године у Сједињеним Америчким Државама је основан Клуб руских шпанијела како би се повећало знање о раси ван Русије и омогућило власницима да региструју своје псе.

## Међународно признање
Иако га ниједан већи кинолошки клуб не признаје као расу, руског шпанијела признају Континентални кинолошки клуб, Федерација међународних паса, Северноамерички кинолошки клуб и Universal Kennel Club International.
За признање Кинолошког савеза Велике Британије и Америчког Кинолошког савеза, раса мора да испуни низ високо прописаних стандарда и критеријума.